# حفاظت بی‌شعور
حفاظت بی‌شعور (به انگلیسی: Witless Protection) فیلمی محصول سال ۲۰۰۸ و به کارگردانی چارلز روبرت کارنر است. در این فیلم بازیگرانی همچون لری د کیبل گای، ایوانا میلیچویچ، یافت کوتو، پیتر استورماره، اریک رابرتس، جو مانتگنا، جنی مک‌کارتی، ریچارد بول و شان بریدجرز ایفای نقش کرده‌اند.